# Hoogtezon

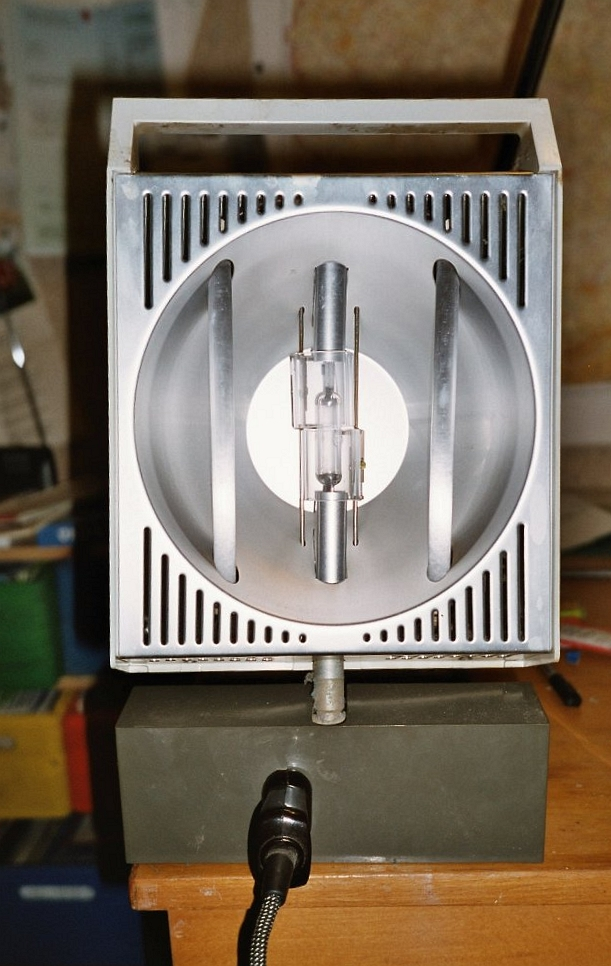
Hoogtezon

Een hoogtezon is een apparaat dat ultraviolette straling uitzendt.
Een hoogtezon werd in het midden van de twintigste eeuw vooral gebruikt bij de behandeling van rachitis ('Engelse ziekte') en diverse huidaandoeningen. De bestraling werd ook heilzaam geacht voor de gezondheid in het algemeen en voor die van zogenaamde 'bleekneusjes' in het bijzonder. Arbeidsverzuim zou er door verminderen. Later werden hoogtezonnen voornamelijk cosmetisch gebruikt, om de menselijke huid een donkerder tint te geven.

## Gebruik
De ogen worden bij gebruik afgedekt met een speciale donkere bril omdat ultraviolet licht zeer schadelijk is voor de ogen. De duur van de bestraling wordt geleidelijk opgevoerd om schade aan de huid te voorkomen. In het algemeen wordt geadviseerd te beginnen met 30 - 60 seconden per dag en dit op te voeren tot maximaal 3-4 minuten. 

## Nadelen
Blootstelling aan ultraviolette stralen versnelt de veroudering van de huid en verhoogt de kans op verschillende vormen van huidkanker. Dermatologen waarschuwen hiervoor, zeker gebruik door minderjarigen wordt afgeraden.